# Thomas Becket
Pour les articles homonymes, voir Becket et Saint Thomas.
 (octobre 2021).
Si vous disposez d'ouvrages ou d'articles de référence ou si vous connaissez des sites web de qualité traitant du thème abordé ici, merci de compléter l'article en donnant les références utiles à sa vérifiabilité et en les liant à la section « Notes et références ».
Thomas Becket, ou Thomas À-Becket ou Thomas de Londres dit saint Thomas de Cantorbéry (Londres, 21 décembre 1118 ou 1120 - Cantorbéry, 29 décembre 1170) est archevêque de Cantorbéry de 1162 à 1170. Au cours des années 1160, il est engagé dans un conflit avec le roi d'Angleterre Henri II Plantagenêt sur les droits et privilèges de l'Église catholique. À la suite de cela, il est assassiné par des partisans du roi en 1170.
Il est canonisé en 1173 dans la cathédrale de Cantorbéry, devenue lieu de pèlerinage. Il est considéré comme un saint et un martyr par l'Église catholique et la Communion anglicane.

## Biographie

### Vie avant l'accession à l'épiscopat
Il est né au cœur de Londres, rue Cheapside, en 1118 ou 1120, le jour de la Saint Thomas. Son père Gilbert, originaire de Thierville en Normandie, était un petit propriétaire terrien et peut-être un chevalier. Selon une légende forgée trois siècles après le martyre de Thomas Becket, mais insérée rétrospectivement dans l'hagiographie du XIIe siècle Life of St Thomas d'Edward Grim (en), son père Gilbert Beckett aurait rencontré sa mère Mathilde alors qu'il était en croisade en Terre sainte. Gilbert fut capturé par des Sarrasins, devint esclave d'un musulman dont la fille Mahatz (appelée aussi Roesia et plus tard Mathilde) le délivra par amour. Cette légende a été reprise au XIXe siècle par les historiens romantiques, dont Froude et Sharon Turner en Angleterre et Amédée Thierry, ainsi que Jules Michelet en France.
Il reçut une excellente éducation à l’école-cathédrale de Cantorbéry, complétée par des études à Bologne, alors le centre majeur en Occident pour la science juridique.
De retour en Angleterre, il attira l’attention de Thibaut du Bec, archevêque de Cantorbéry, qui lui confia plusieurs missions importantes à Rome et le fit nommer archidiacre de Cantorbéry et prévôt de Beverley. Il se distingua par son zèle et son efficacité, aussi Thibaut du Bec le recommanda-t-il au roi Henri II quand le haut poste de primat d'Angleterre fut vacant. Il fut élevé à cette dignité le 11 janvier 1155.
Henri II, comme tous les rois issus de Normandie et d'Anjou, désirait être le maître absolu, tant de son royaume que de l’Église, et pouvait, pour ce faire, s'appuyer sur les traditions de sa maison. Il le fit quand il voulut se débarrasser des privilèges du clergé anglais qu’il voyait comme autant d'entraves à son autorité. Thomas Becket lui parut être l’instrument adapté pour accomplir ses desseins ; ce dernier se montra dévoué aux intérêts de son maître et un agréable grand ami tout en maintenant avec diplomatie une certaine fermeté, de sorte que personne, sauf peut-être Jean de Salisbury, n’aurait pu douter de sa totale fidélité à la cause royale.
Le roi Henri II envoya son fils Henri le Jeune, plus tard le jeune roi, vivre au domicile de Becket qui devint son précepteur et maître d'armes, comme c’était la coutume pour les enfants nobles d’être accueillis dans une autre maison. Plus tard, ce sera une des raisons pour lesquelles « le jeune roi » se retourna contre son père, s’étant affectivement attaché à son tuteur Becket.
L’archevêque de Cantorbéry Thibaut du Bec mourut le 18 avril 1161, et le chapitre apprit que le roi proposait Thomas Becket comme successeur. Il se rallia, avec quelque indignation, à l’avis royal ; l’élection eut lieu en mai 1162, et il fut consacré le 3 juin 1162.

### Archevêque

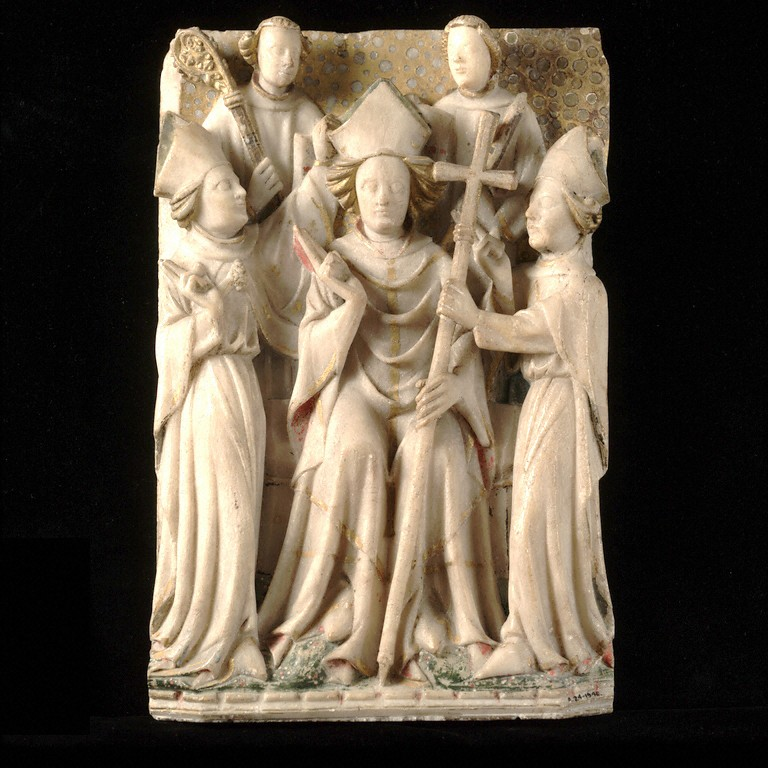
Thomas Becket trônant en tant qu'archevêque, albâtre de Nottingham, Victoria & Albert Museum.

Dès qu’il fut nommé, une transformation radicale du caractère du nouveau primat s’opéra, à la stupéfaction générale du roi et de tout le royaume. Le courtisan gai et amant des plaisirs fit place à un prélat ascétique en robe de moine, prêt à soutenir jusqu’au bout la cause de sa hiérarchie. Dans la Légende dorée, Jacques de Voragine raconte qu’il se mortifiait en portant le cilice caché sous ses habits et que, chaque soir, il lavait les pieds de treize pauvres, les nourrissait, et les renvoyait avec quatre pièces d'argent.
Devant le schisme qui divisait l’Église, il se déclara pour le pape Alexandre III, fidèle à un homme voué aux mêmes principes hiérarchiques, et il reçut le pallium d’Alexandre au concile de Tours.
À son retour en Angleterre, Becket mit immédiatement à exécution le projet qu’il avait préparé, de libérer l’Église d’Angleterre des limitations mêmes qu’il avait contribué à faire appliquer. Son but était double : l’exemption complète de l’Église de toute juridiction civile, avec un contrôle exclusif de sa propre juridiction par le clergé, liberté d’appel, etc., et l’acquisition et la sécurité de la propriété comme un fonds indépendant.
Le roi comprit rapidement le résultat inévitable de l’attitude de Becket, et convoqua le clergé à Westminster le 11 octobre 1163, demandant l’abrogation de toute demande d'exemption des juridictions civiles, et que soit reconnue l’égalité de tous les sujets devant la loi. Le haut clergé tendait à consentir à la demande du roi, ce que refusa l’archevêque. Henri II n’était pas prêt à une lutte ouverte et proposa un accord plus vague relevant de la coutume de ses ancêtres. Becket accepta ce compromis, en maintenant cependant des réserves sur la sauvegarde des droits de l’Église. Rien ne fut résolu, et la question restait ouverte. Henri II quitta donc Londres très content.

### Désaccord avec le roi
Henri II convoqua une autre assemblée à Clarendon le 30 janvier 1164 où il présenta ses demandes en seize points. Ce qu’il demandait impliquait un relatif recul par rapport aux concessions faites aux Églises par Henri Ier lors du concordat de Londres en 1107, puis par le roi Étienne d'Angleterre en 1136, mais se situait dans la droite ligne d'une monarchie qui, depuis l’époque de Guillaume le Conquérant, entendait gouverner sans partage toutes les affaires du royaume. Les Constitutions de Clarendon représentaient cependant une codification écrite, plus contraignante que la coutume qui prévalait jusque-là, et surtout entendaient placer tous les sujets du roi, y compris les clercs, de plus en plus nombreux, sur un pied d’égalité judiciaire (ce qui signifiait aussi percevoir les amendes afférentes aux condamnations), tous ne relevant que des tribunaux royaux. Le roi s’employa à obtenir l’accord du clergé et apparemment l’obtint, sauf celui du primat.
Becket chercha encore à parvenir à ses fins par la discussion, puis il refusa définitivement de signer. Cela signifiait la guerre entre les deux pouvoirs en place. Henri essaya de se débarrasser de Becket par voie judiciaire et le convoqua devant un grand conseil à Northampton le 8 octobre 1164, pour répondre de l'accusation de contestation de l'autorité royale et malfaisance dans son emploi de chancelier.
Une autre raison de leur désaccord fut son refus d'autoriser le mariage de Guillaume Plantagenêt, vicomte de Dieppe et frère du roi d'Angleterre Henri II, avec Isabelle de Warenne, pour cause de consanguinité.

### Becket quitte l'Angleterre

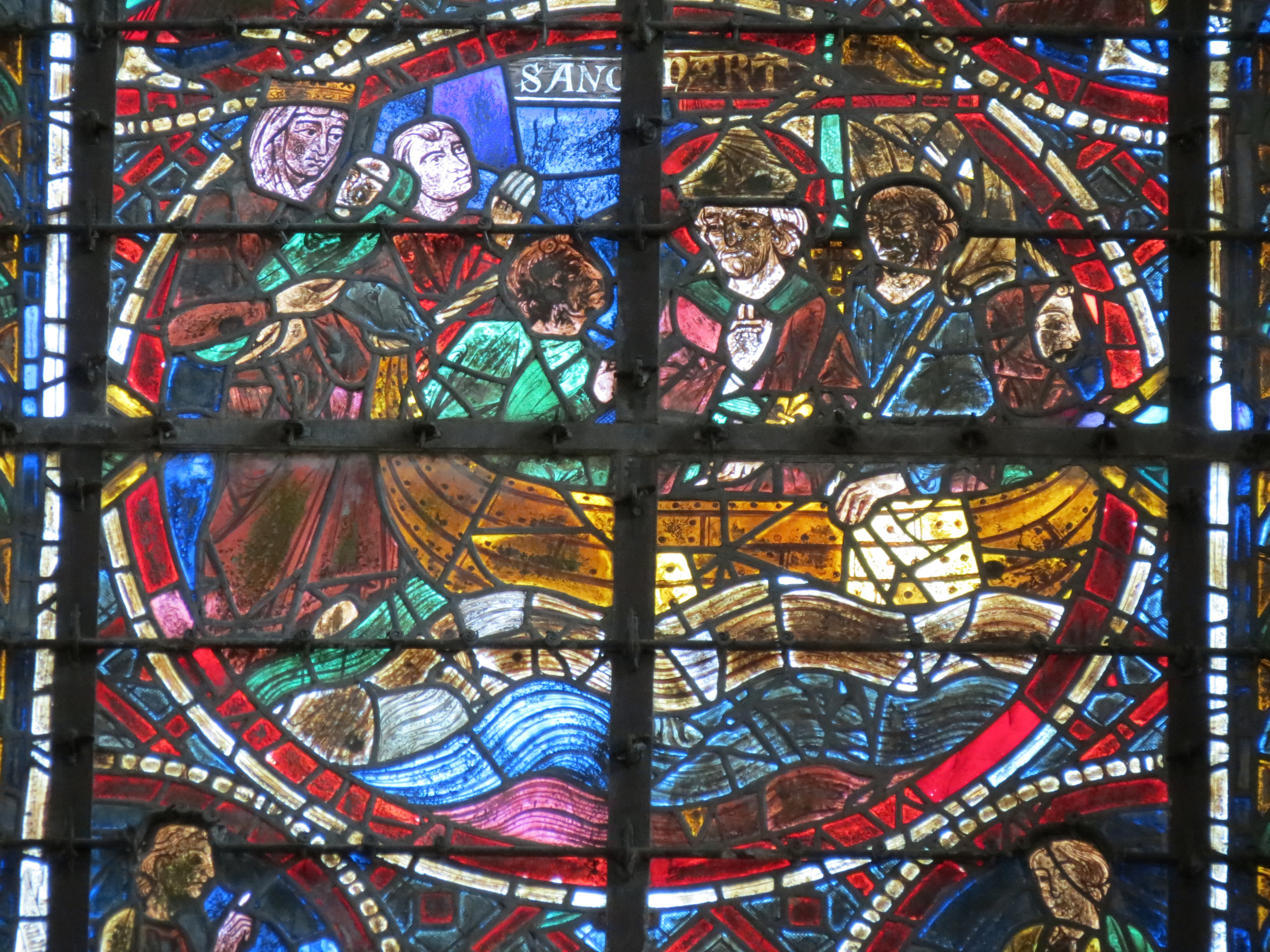
Extrait du vitrail de la vie de Thomas Becket sur le transept nord de la cathédrale de Coutances le représentant traversant la Manche.

Becket dénia à l'assemblée le droit de le juger. Il fit appel au pape et, sentant que sa vie était trop précieuse pour l'Église pour être risquée, partit en exil volontaire. Le 2 novembre 1164, il embarque à Sandwich, sur un petit bateau de pêcheurs, et gagne le port de Gravelines qui le débarqua en Flandre. Dans une lettre célèbre alors adressée au pape, il exalte le principe de la supériorité pontificale, notamment en matière judiciaire. Il s'en prend surtout à l'attitude des autres évêques anglais qui sont ralliés au roi et qui, selon lui, méconnaissent le principe de hiérarchie ecclésiastique. Il alla à Sens, où était réfugié le pape Alexandre III. Ce dernier venait de recevoir des ambassadeurs envoyés par le roi d'Angleterre, qui demandait au pape de prendre des sanctions contre Becket, et réclamait qu'un légat soit envoyé en Angleterre avec autorité plénière pour résoudre le conflit. Le pape Alexandre y opposa son refus et quand, quelques jours plus tard, Becket arriva et lui fit le récit complet de la procédure, le pape lui accorda son soutien.
Henri II poursuivit l'archevêque fugitif avec une série de décrets applicables à tous ses amis et partisans aussi bien qu'à Becket lui-même ; mais Louis VII de France le reçut avec respect et lui offrit sa protection, d'autant qu'il s'agissait là d'un moyen d'affaiblir son royal vassal (pour ses possessions continentales) Plantagenêt. Thomas Becket resta presque deux ans dans l'abbaye cistercienne de Pontigny (voir Cîteaux, ordre cistercien) (fin 1164-1166), jusqu'à ce que les menaces d'Henri l'obligent à se rendre de nouveau à Sens où il demeura à l'abbaye Sainte-Colombe de Saint-Denis-lès-Sens. Louis VII, comme Alexandre III, organisa diverses missions de conciliation auxquelles prirent part des religieux de divers ordres, notamment chartreux et grandmontains.
Becket, en pleine possession de ses prérogatives, désirait voir sa position soutenue par les armes de l'excommunication et de l'interdit. Mais le pape Alexandre III, bien que sympathisant des idées de Becket, préféra temporiser, car son propre conflit avec Frédéric Ier requérait au moins la neutralité du roi d'Angleterre. Les divergences se creusèrent entre le pape et l'archevêque, et les relations devinrent même plus amères quand les légats furent envoyés en 1167 avec autorité d'arbitre. Négligeant cette limitation de sa propre juridiction et persistant sur ses principes, Becket palabra avec les légats, conditionnant toujours son obéissance au roi par les droits de son ordre.
Sa fermeté sembla récompensée quand, enfin en 1170, le pape fut sur le point d'appliquer ses menaces d'excommunication du roi Henri II qui, inquiet de cette éventualité, mit ses espoirs dans un accord qui permettrait à Becket de retourner en Angleterre et de continuer son ministère. Finalement, le 22 juillet 1170, la paix qui fut conclue à Fréteval entre Henri et Becket permit à l'archevêque anglais de rentrer en Angleterre[réf. nécessaire].

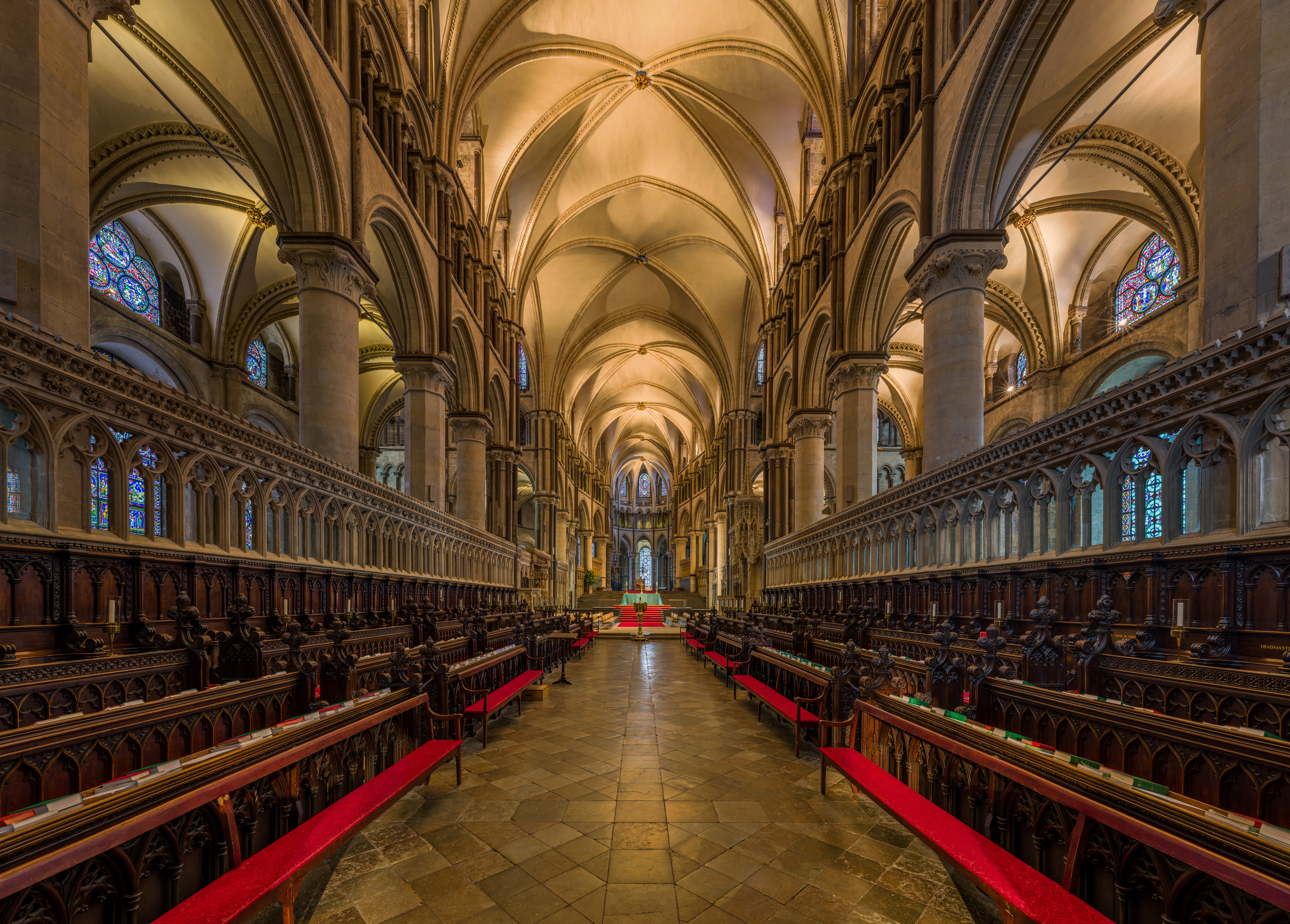
Intérieur de la cathédrale de Cantorbery.

Becket débarqua à Sandwich le 3 décembre 1170 et deux jours plus tard il entrait à Cantorbéry. Mais les deux parties restèrent cependant inconciliables, et Henri II, incité par ses partisans, refusa de rendre les propriétés ecclésiastiques qu'il avait saisies. Becket avait déjà préparé la sanction contre ceux qui avaient privé l'Église de ses biens, et contre les évêques qui avaient inspiré la saisie[réf. nécessaire].

### L'assassinat

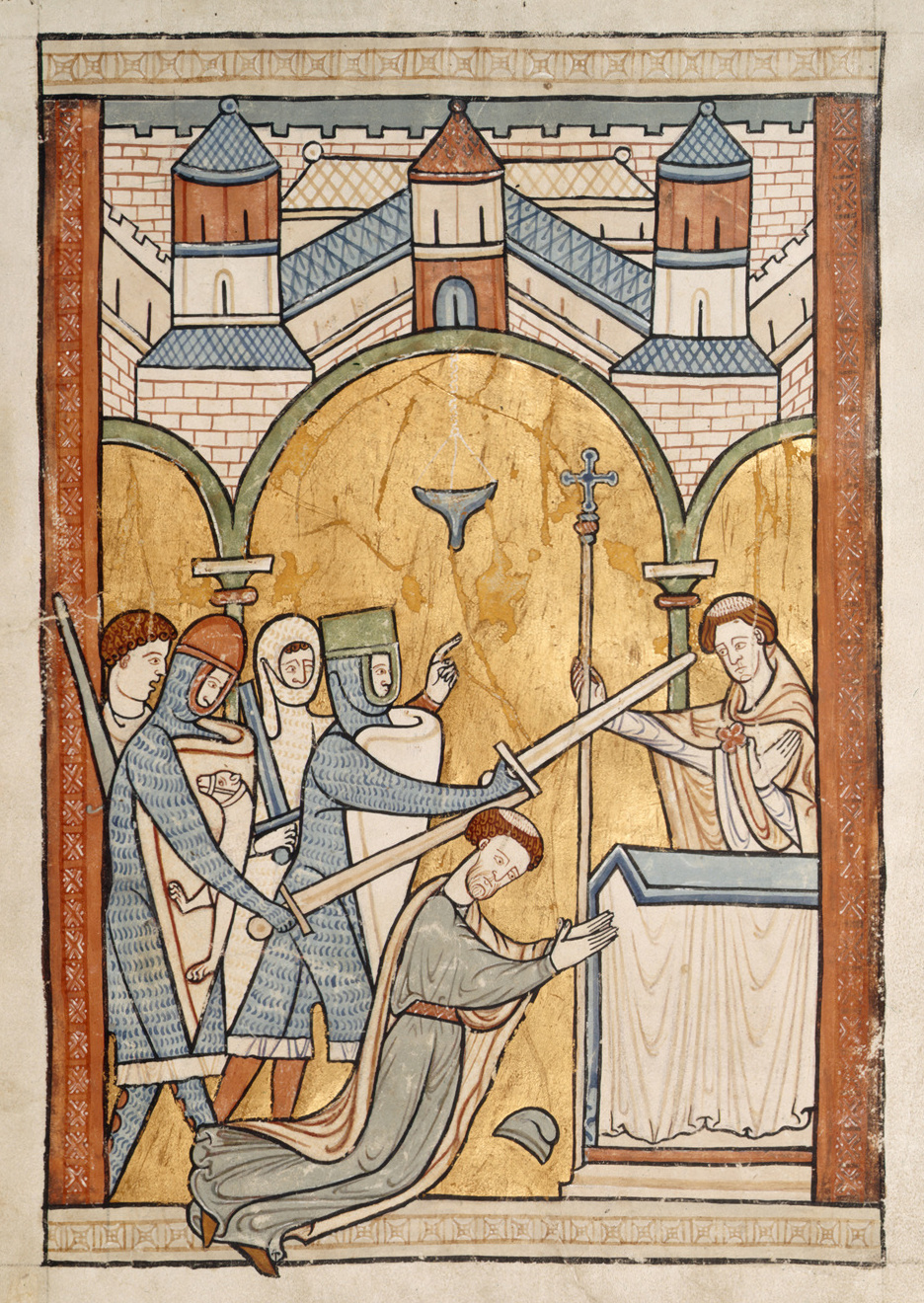
Enluminure du XIIIe siècle représentant le meurtre de Thomas Becket.

Selon la tradition, une phrase du roi exaspéré aurait été prononcée : « N'y aura-t-il personne pour me débarrasser de ce prêtre turbulent ? » fut interprétée comme ordre par quatre chevaliers anglo-normands : Reginald Fitzurse, Hugues de Morville, Guillaume de Tracy et Richard le Breton. Ces quatre chevaliers projetèrent donc immédiatement le meurtre de l'archevêque, et le perpétrèrent près de l'autel de la cathédrale de Canterbury le 29 décembre 1170.
Henri II se résolut alors à faire pénitence publique à Avranches en 1172, et à revenir sur les décisions entérinées dans les Constitutions de Clarendon.

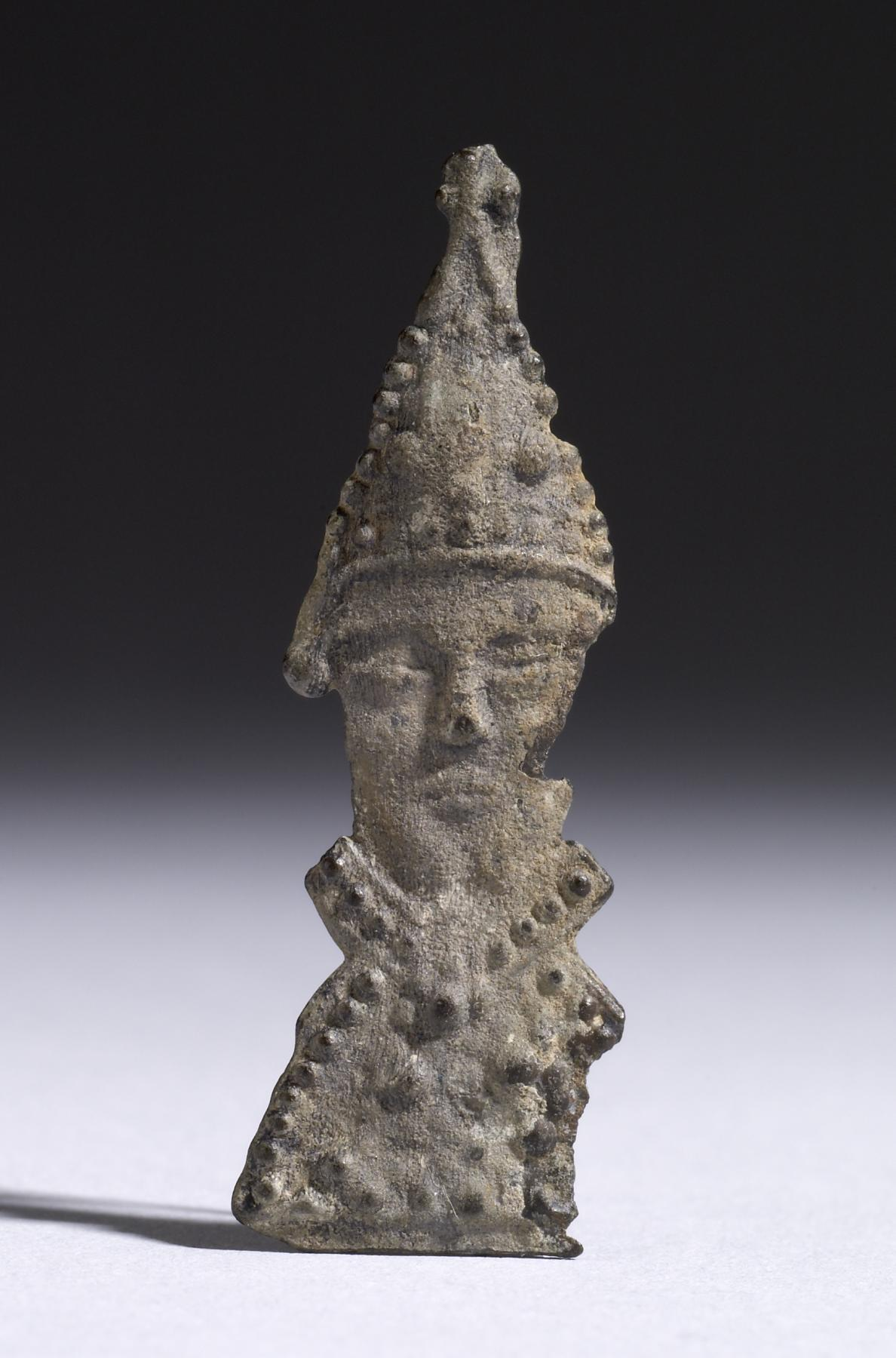
Enseigne de pèlerinage en plomb représentant Thomas Becket, vendue aux pèlerins se rendant sur sa tombe à Canterbury, XIV.

Becket fut ensuite vénéré par les fidèles dans toute l'Europe comme martyr. Il est le saint patron de l'église de Bénodet (Finistère) et Pleuven, sa voisine, possède une chapelle Saint-Thomas, son culte ayant été répandu dans le Pays fouesnantais par les moines de l'abbaye Notre-Dame de Daoulas. Il est canonisé par le pape Alexandre III le 21 février 1173.
Le 12 janvier de l'année suivante, Henri II dut faire pénitence publiquement sur la tombe de son ennemi, site qui resta un des lieux de pèlerinage les plus populaires en Angleterre, jusqu'à sa destruction lors de l'anéantissement des monastères anglais, à l'époque d'Henry VIII. Un reliquaire fut cependant conservé, et ce site est visité par de nombreux touristes de nos jours. Au-dessus de l'autel placé dans la chapelle, sont représentées trois épées rappelant celles ayant servi à assassiner Becket.[réf. nécessaire]

## Postérité
Fondé vers 1191, l'ordre de Saint-Thomas d'Acre, un ordre religieux militaire fondé à Acre au moment de la troisième croisade, est dédié à Thomas Becket. Il regroupa dans ses rangs de nombreux pèlerins anglais.

### Reliques
Les principales reliques de Thomas Becket sont conservées dans la crypte de la basilique des Saints-Boniface-et-Alexis à Rome. Les autres ont été dispersées à travers l'Europe pour la vénération des fidèles, souvent conservées dans des châsses en émail champlevé fabriquées à Limoges.

### Vitraux, retables et statues

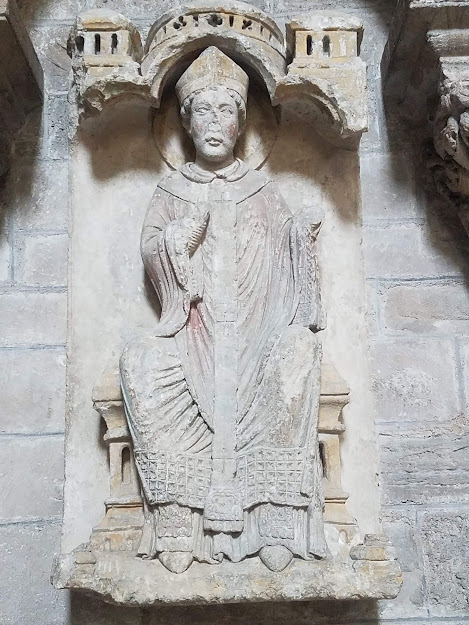
Statue Thomas Becket, cathédrale Saint-Etienne de Sens

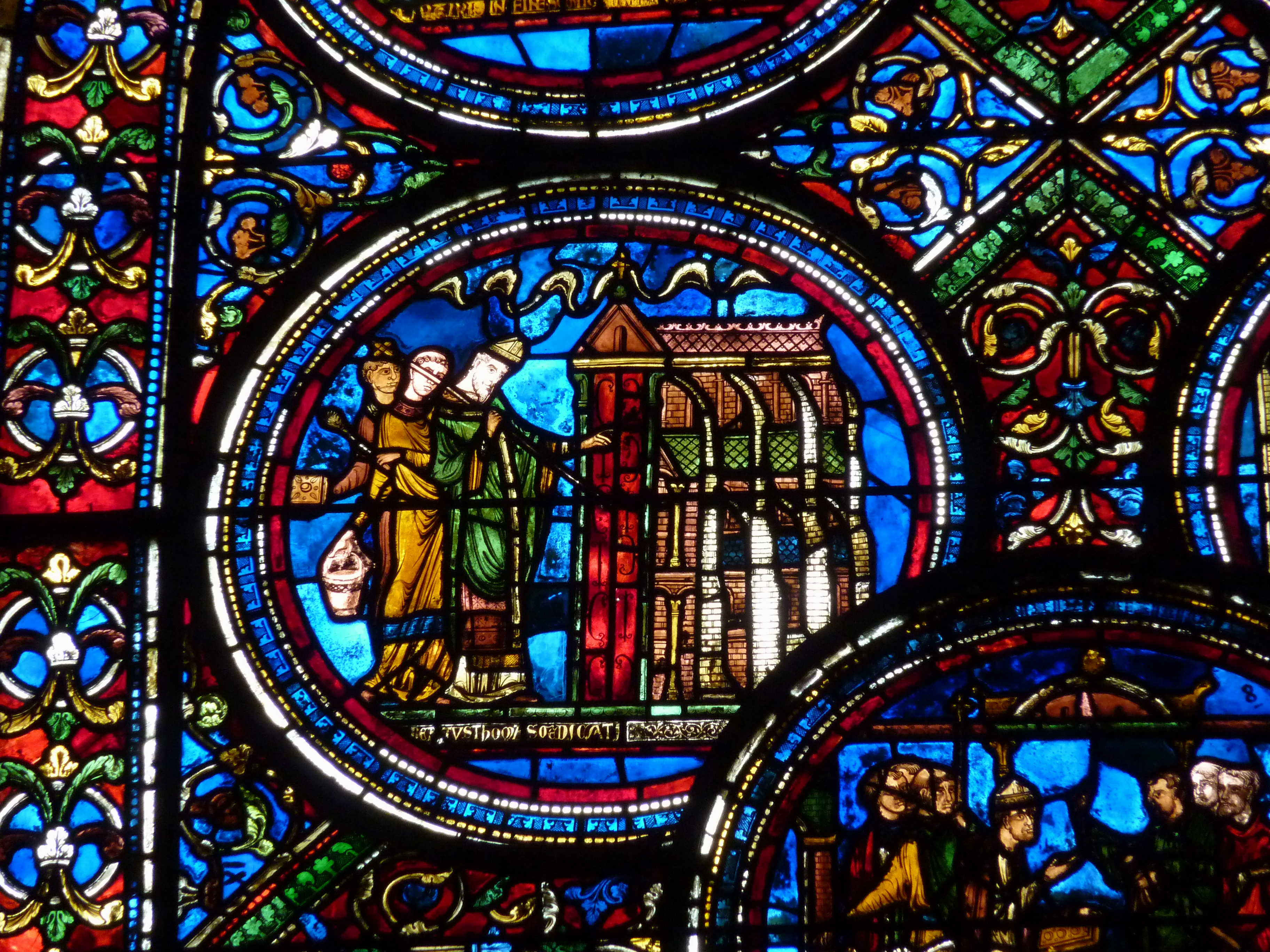
Saint Thomas de Cantorbéry consacre une église (vitrail gothique de la cathédrale de Sens).

Des vitraux de la cathédrale Saint-Étienne de Sens (1215–1235), de la cathédrale Saint-Maurice d'Angers et d’autres de la cathédrale Notre-Dame de Chartres, illustrent la vie de saint Thomas Becket. La cathédrale Saint-Étienne de Sens possède également une statue du XIIe siècle qui fut retrouvée dans la maison habitée par Thomas Becket, une chapelle est dédiée à Thomas Becket, elle abrite un tableau représentant l'archevêque remettant son anneau au Pape, ainsi qu'un retable offert par Mgr Ardin. Une statue de Thomas Becket en habits pontificaux et une sculpture représentant son assassinat sont abritées dans l'église de Boissy-sous-Saint-Yon.
La cathédrale Notre-Dame de Laon possède une chapelle dédiée à Thomas Becket à l'étage des tribunes. Elle fut construite à l'époque de son assassinat, où il était vénéré depuis son passage en cette ville. L'église Saint-Thomas-de Cantorbéry de Mur-de-Barrez (Aveyron) possède un tableau et un vitrail (moderne) illustrant l'assassinat. De même, à l'intérieur de la cathédrale de Saint David's, au pays de Galles, un vitrail, représentant Thomas Becket et son martyre, orne une chapelle dédiée à sa mémoire.
Le retable en bois de l'église Saint-Thomas-de-Canterbury de Landerneau (Finistère), présente également un bas-relief figurant l'assassinat de saint Thomas Becket.
Le culte de Thomas Becket se propagea rapidement en Normandie, si bien qu'on trouve aujourd'hui plusieurs décors et objets en lien avec ce personnage. Le transept de la cathédrale de Bayeux est orné d'une peinture murale du XIXe siècle — repeinte sur un décor plus ancien — qui représente l'assassinat de saint Thomas Becket. Un autre décor mural conservé dans son état d'origine du XIIIe siècle présente la scène de l'assassinat, dans la chapelle de Sainte-Marie-aux-Anglais, près du Mesnil-Mauger dans le Calvados. Enfin, dans la chapelle de l'hôpital de Lisieux, est conservée la chasuble de Thomas Becket, lequel serait venu à Lisieux pour rechercher du soutien auprès de l'évêque Arnould.

### Textes hagiographiques
Plusieurs Vies de Thomas Becket ont été écrites, les premières peu avant sa canonisation en 1173, par :
- Edward Grim (en) en 1172
- Guillaume de Canterbury (en) entre 1172 et 1174
- Robert de Cricklade, entre 1172 et 1177
- Robert de Pontigny, entre 1176 et 1177
- Herbert de Boscham, compagnon d'exil de Thomas, entre 1184 et 1186
- Guillaume Fitz-Stephen (en)
- Alain de Tewskesbury (en)
- Guernes de Pont-Sainte-Maxence, entre 1172 et 1174
- Benoît de Canterbury (en), entre 1183 et 1189

## Dans les arts et la culture populaire

### Filmographie

#### Cinéma
- 1910 : Becket réalisé par Charles Kent.
- 1923 : Becket réalisé par George Ridgwell.
- 1964 : Becket réalisé par Peter Glenville, avec Richard Burton et Peter O'Toole.
- 2006 : Likeminds réalisé par Gregory J. Read

### Littérature

#### Roman
Les Contes de Canterbury de Geoffrey Chaucer se passent en compagnie de pèlerins sur leur route vers le sanctuaire de Thomas. Dans The Mirror and the Light Hilary Mantel imagine comment Thomas Cromwell, Lord Privy Seal du roi Henri VIII, se rend au tombeau de Becket pour y confisquer les reliques du saint, au nom du roi. Cet épisode rappelle la lutte du pouvoir anglais au XVIe siècle contre le culte des saints. Les Piliers de la Terre de Ken Follett, évoque en arrière-plan la lutte entre le roi Henri et Thomas Becket jusqu'à son assassinat. L'un des assassins, William, est un des personnages centraux du roman.

#### Nouvelle
Au XIXe siècle, Conrad Ferdinand Meyer écrivit la nouvelle Der Heilige (le Saint) à propos de Thomas Becket. Au XXe siècle, le roman Les Piliers de la Terre de Ken Follett se termine sur cette partie de l'histoire de Thomas Becket.

### Théâtre
- Alfred Tennyson, Becket, pièce de théâtre de 1884, mise en scène au Lyceum Theatre de Londres en 1893.
- T. S. Eliot, Meurtre dans la cathédrale, pièce traduite de l'anglais par Henri Fluchère, Paris, Seuil, 1946, 140 p. (dépôt légal, 2e trim. 46 no 213) (titre original : Murder in the Cathedral, Londres, Faber and Faber).
- Jean Anouilh, Becket ou l'Honneur de Dieu, 1959. Dans cette pièce de théâtre, l'auteur fait de Thomas Becket un Saxon et non un Normand, et utilise les rapports conflictuels entre le Roi et Becket comme argument principal de la pièce.

### Musique

#### Opéra
- 1958 : Ildebrando Pizzetti, Assassinio nella cattedrale (Meurtre dans la cathédrale) d'après l'œuvre de T. S. Eliot[13]

#### Ouvrages anciens
- Frédéric Ozanam, Deux chanceliers d'Angleterre, Thomas Becket et Francis Bacon.
- Une Vie de saint Thomas Becket, en vers, a été composée au XIIIe siècle par Guernes de Pont-Sainte-Maxence.
- Jacques de Voragine raconte dans La Légende dorée la vie de Becket.
- J. A. Giles a publié ses Opera omnia en 8 volumes in-8, Oxford, 1844-1846.

#### Études historiques
- Pierre Aubé, Thomas Becket, Paris, Fayard, 1988, 360 p. (ISBN 2-213-02094-9).
- Martin Aurell, L'Empire des Plantagenêt, 1154-1224, Paris, Perrin, coll. « Pour l'histoire » (no 359), 2002, 406 p. (ISBN 2-262-01985-1).
- Frank Barlow, Thomas Becket, University of California Press, 1990, 372 p.  (ISBN 9780520071759)
- Amaury Chauou, Les Plantagenêts et leur cour, Paris, Presses universitaires de France, 2019, 420 p. (ISBN 978-2-13-074976-9).
- (en) William H. Hutton, Thomas Becket, Cambridge, Cambridge University Press, 2014 (ISBN 978-1-107-66171-4)
- (en) Tom Nickson, The Cult of saint Thomas Becket: Art, Relics and Liturgy in Britain and Europe (numéro spécial), coll. « Journal of the British Archaeological Association » (no 173), 2020, 250 p.